# Хуліо Ороско
Хуліо Ороско (ісп. Julio Orozco, нар. 14 травня 1948, Юнклер) — іспанський футболіст, що грав на позиції нападника. Виступав у складі клубів «Атлетіко», у складі якого став чемпіоном Іспанії та володарем Кубка Іспанії, та «Малага».

## Ігрова кар'єра
Хуліо Ороско розпочав виступи на футбольних полях у 1968 році в складі команди «Атлетіко», в якій грав до 1973 року, та зіграв за цей час у 51 матчі чемпіонату, в яких відзначився 19 забитими м'ячами. У складі «Атлетіко» футболіст став чемпіоном Іспанії та володарем Кубка Іспанії.
У 1973 році Ороско перейшов до клубу «Малага», за який грав до 1980 року. У складі нової команди зіграв 176 матчів чемпіонату країни, в яких візначився 48 забитими м'ячами. У 1980 році Ороско завершив виступи на футбольних полях.

## Титули і досягнення
- Чемпіон Іспанії (1):

«Атлетіко»: 1972–1973
- Володар Кубка Іспанії (1):

«Атлетіко»: 1971–1972